# Катергіно
Катергіно́ (рос. Катергино, чув. Катĕркасси) — присілок у складі Козловського району Чувашії, Росія. Входить до складу Ємьоткінського сільського поселення.
Населення — 47 осіб (2010; 59 у 2002).
Національний склад:
- чуваші — 96 %